# Station Seljås
Station Seljås is een voormalig spoorwegstation in het dorp Seljås in de gemeente Åmli in het zuiden van Noorwegen. Het station lag aan de spoorlijn tussen Treungen en Arendal, de Treungenbanen. In 1967 werd het noordelijke deel, van Nelaug tot Treungen, van de lijn gesloten. Drie jaar later werd de lijn vanaf Simonstad opgebroken. Het stationsgebouw in Seljås dateert uit 1913. Het werd ontworpen door Ivar Næss. Sinds de sluiting is het in particulier bezit.